# تام کلنسی پایان جنگ
تام کلنسی پایان جنگ(به انگلیسی: Tom Clancy's EndWar)یک بازی استراتژی همزمان ساخته شده توسط یوبی‌سافت شانگهای برای پلی‌استیشن ۳، ایکس‌باکس ۳۶۰ و مایکروسافت ویندوز است . این بازی در ۴ نوامبر ۲۰۰۸ برای ایالات متحده آمریکا،۶ نوامبر برای کانادا و ۸ نوامبر همان سال برای اروپا منتشر شد. نسخه مایکروسافت ویندوز آن در ۴ فوریه ۲۰۰۹ نیز به بازار روانه شد.

## حداقل سیستم کامپیوتر
- سیستم‌عامل:XP؟ویستا
- پردازنده: Intel Core 2 DUO E4400 @ 2 GHz/AMD Equivalent
- حافظه: 1 GB/2 GB برای ویندوز ویستا
- دیسک سخت: ۱۰ گیگابایت فضای خالی
- کارت گرافیک: 256 MB (nVidia GeForce 7800 GT/ATI Radeon X1800XT)
- کارت صدا: DirectX Compatible
- دایرکت‌ایکس: 9.0c
- کیبورد و ماوس
- دی‌وی‌دی رام درایو